# Michel Hastings
Pour les articles homonymes, voir Hastings.
Michel Hastings, né le 14 juin 1955 à Montréal (Canada) est un politologue français. Il a été professeur des universités à l'Institut d'études politiques de Lille. Il est aujourd'hui professeur émérite.
Il est lauréat de la médaille de bronze du CNRS. 

## Biographie

### Jeunesse et études
Michel Hastings naît le 14 juin 1955. Après un baccalauréat littéraire, il suit des études de science politique. Il est titulaire d'un doctorat en science politique pour une thèse intitulée « Halluin la rouge 1919-1939, aspects d'un communisme identitaire : singularités écologiques et stratégies d'implantation », défendue à l'université Lille-II en 1988 et supervisée par Marc Sadoun. 
Il a été reçu deuxième au concours d'agrégation de science politique en 1993.

### Parcours professionnel
Michel Hastings est nommé maître de conférences à l'Institut d'études politiques de Grenoble, puis professeur à l'université de Tours. Il a été chercheur au Centre d'études et de recherches administratives politiques et sociales (CERAPS), puis à l'Institut d'histoire du temps présent à Paris.
Michel Hastings enseigne la science politique à l'Institut d'études politiques de Lille de 1996 à 2020.

### Autres fonctions
Il a exercé de nombreuses responsabilités scientifiques et administratives : directeur de DEA, président de la commission des spécialistes, président du conseil scientifique, vice-président du CNU, membre du jury d'agrégation de science politique et du conseil de l'AFSP, etc. Il a été enfin professeur invité aux universités de Montréal, Bruxelles, Katowice, Tampere, Minsk, et assure de nombreuses conférences dans les universités européennes et nord-américaines.
Il a été par ailleurs membre du comité éditorial de la Revue internationale de politique comparée, de la revue Communisme et membre du comité de lecture de la revue Pôle Sud et de la revue Mots.
Ses principaux thèmes de recherche sont les partis politiques (idéologies et structures), les discours et les cultures politiques, les symboliques et imaginaires politiques. 

### Principaux ouvrages
- Avec Pierre Sansot, flâneur du sensible, Paris, L'Harmattan, 2023, 274 p.
- Le sens pratique de l'hospitalité (dir. avec B. Heraud et A. Kerlan), Paris, CNRS éditions, 2021, 453 p.
- 10 concepts d'anthropologie en science politique (dir. avec Guillaume Devin), Paris, CNRS Editions, 2018, 245 p.
- De l'impunité (dir. avec B. Villalba), Lille Editions du Septentrion, 2014, 289 p.
- La Guerre froide vue d'en bas (dir. avec P. Buton et O. Buttner), Paris, CNRS éditions, 2013, 354 p.
- Paradoxes de la transgression (dir. avec Loïc Nicolas et Cédric Passard), Paris, Editions du CNRS, 2012
- Le vote obligatoire. Débats, enjeux et défis (dir. avec Jean-Michel De Waele et Anissa Amjahad), Paris, Economica, coll. "Politiques Comparées", 2011.
- La surprise électorale : paradoxes du suffrage universel (Colombie, Équateur, France, Maroc, Suède, Turquie...), (dir. avec O.Dabène), Paris-Aix-en-Provence, Karthala-IEP, coll. « Science politique comparative », 2007.
- Le parachutage politique (dir. avec B.Dolez), Paris, L'Harmattan, coll. « Logiques politiques », 2003.
- L'imaginaire des conflits communautaires, (dir. avec E.Féron), Paris, L'Harmattan, coll. « Logiques politiques », 2002.
- Aborder la science politique, Paris, Seuil, coll. « Mémo », 2001 2e édition (traduction en roumain)
- Halluin la Rouge, 1919-1939. Aspects d'un communisme identitaire, Villeneuve-d'Ascq, Presses universitaires de Lille, 1991 (publication de sa thèse d'État soutenue en 1988).

### Collaboration
Il a aussi participé à la rédaction de nombreux ouvrages collectifs parmi lesquels :
- "L'Europe et ses dynamiques marginales", in L'Union européenne et ses espaces de proximité (dir. Laurent Beurdeley et alii), Bruylant 2007
- "Nordicité et euroscepticisme", in Les résistances à l'Europe, (dir. J. Lacroix et R. Coman), Editions de l'ULB, 2006.
- « Modèle suédois et éthique de la confiance », in Conflits, Confiance, démocratie (dir. A. Krasteva et A. Todorov), 2005
- « Partis politiques et Administration du sens », in D. Andolfatto, F. Greffet, L. Olivier (dir), Les partis politiques : quelles perspectives ?, 2001
- « Les filigranes du communisme français », in Daniel Céfaï (dir), Cultures politiques, 2001
- « Notables » in Pascal Perrineau et D. Reynié (dir), Dictionnaire de vote, 2001
- « Partis politiques et transgressions écologistes », in JP. Bozonnet et J. Jacubec (dir), L’écologisme à l’aube du XXIe siècle, 2000
- « L’administration française face à l’intégration européenne », in Jukka Havu (dir), Introduction aux études françaises : Langue et société, 2000,
- « Gauche indivise et gauches singulières » (en collaboration avec S. Strudel), in P. Bréchon, A. Laurent, P. Perrineau (dir), Les cultures politiques des Français, 2000
- « Les dits et les non-dits de la responsabilité », in Olivier Beaud, Jean-Michel Blanquer (dir), La responsabilité des gouvernants, 1999